# Terminalia superba
Terminalia superba är en tvåhjärtbladig växtart som beskrevs av Adolf Engler och Diels. Terminalia superba ingår i släktet Terminalia och familjen Combretaceae. Inga underarter finns listade i Catalogue of Life.

## Bildgalleri

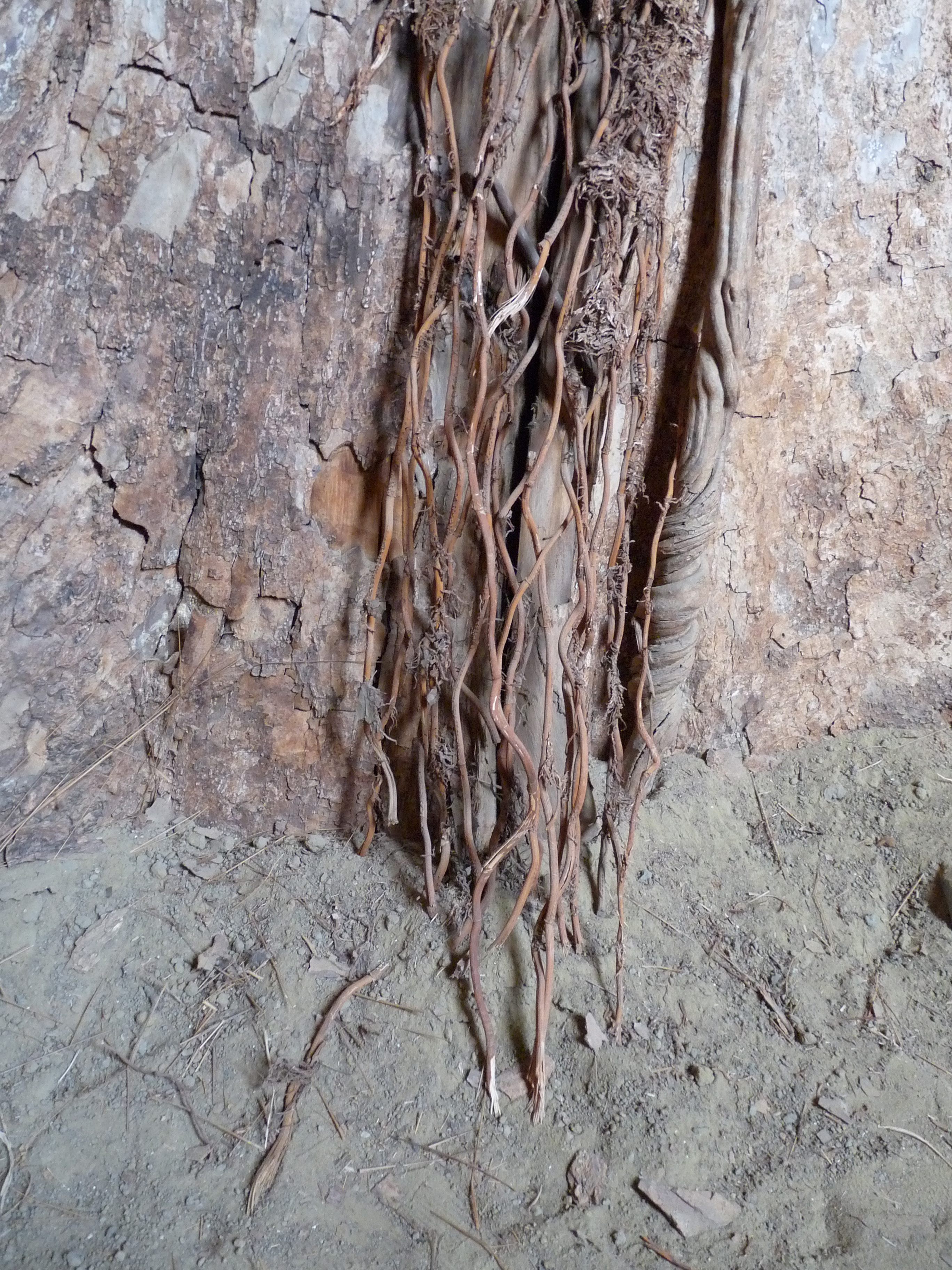
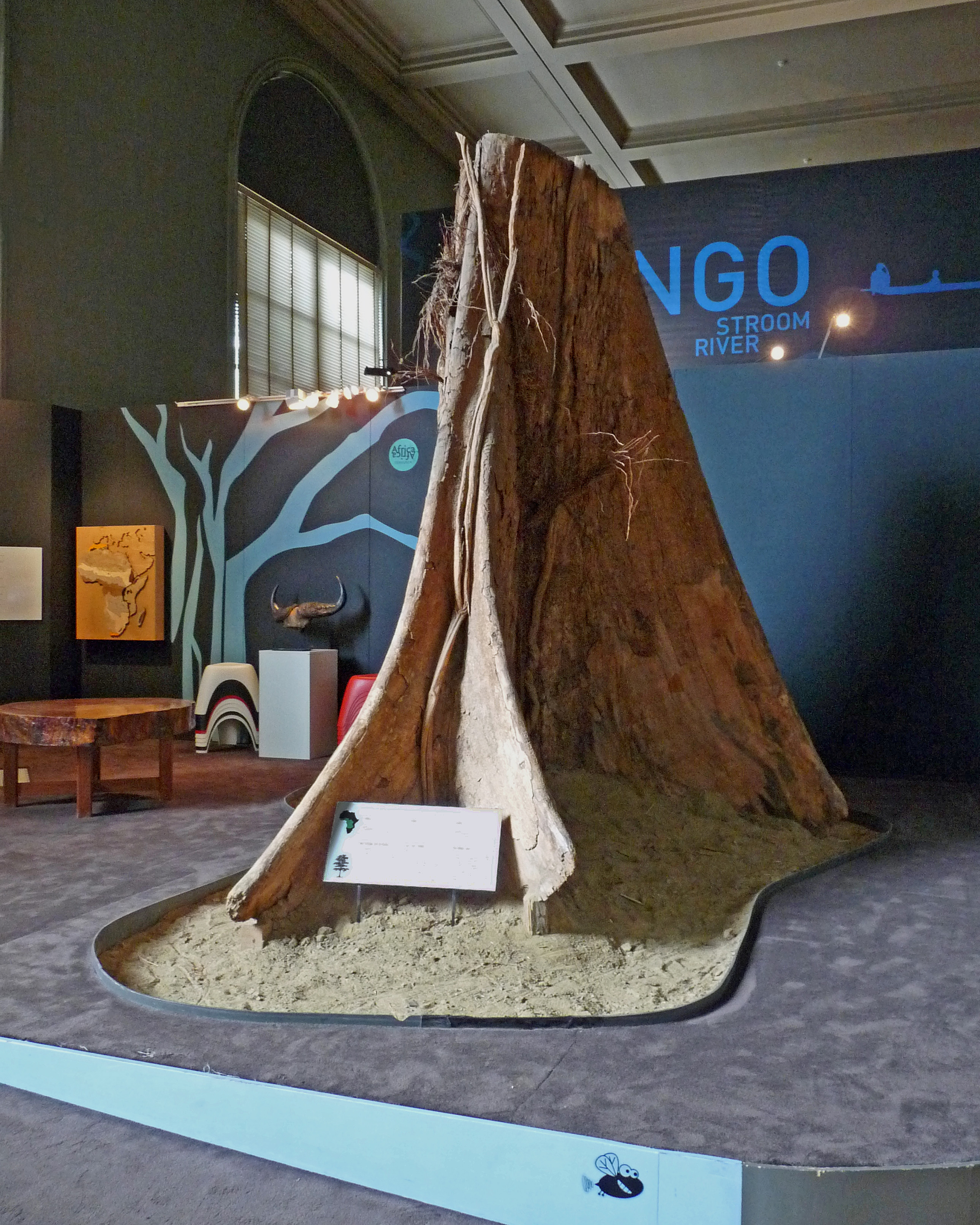
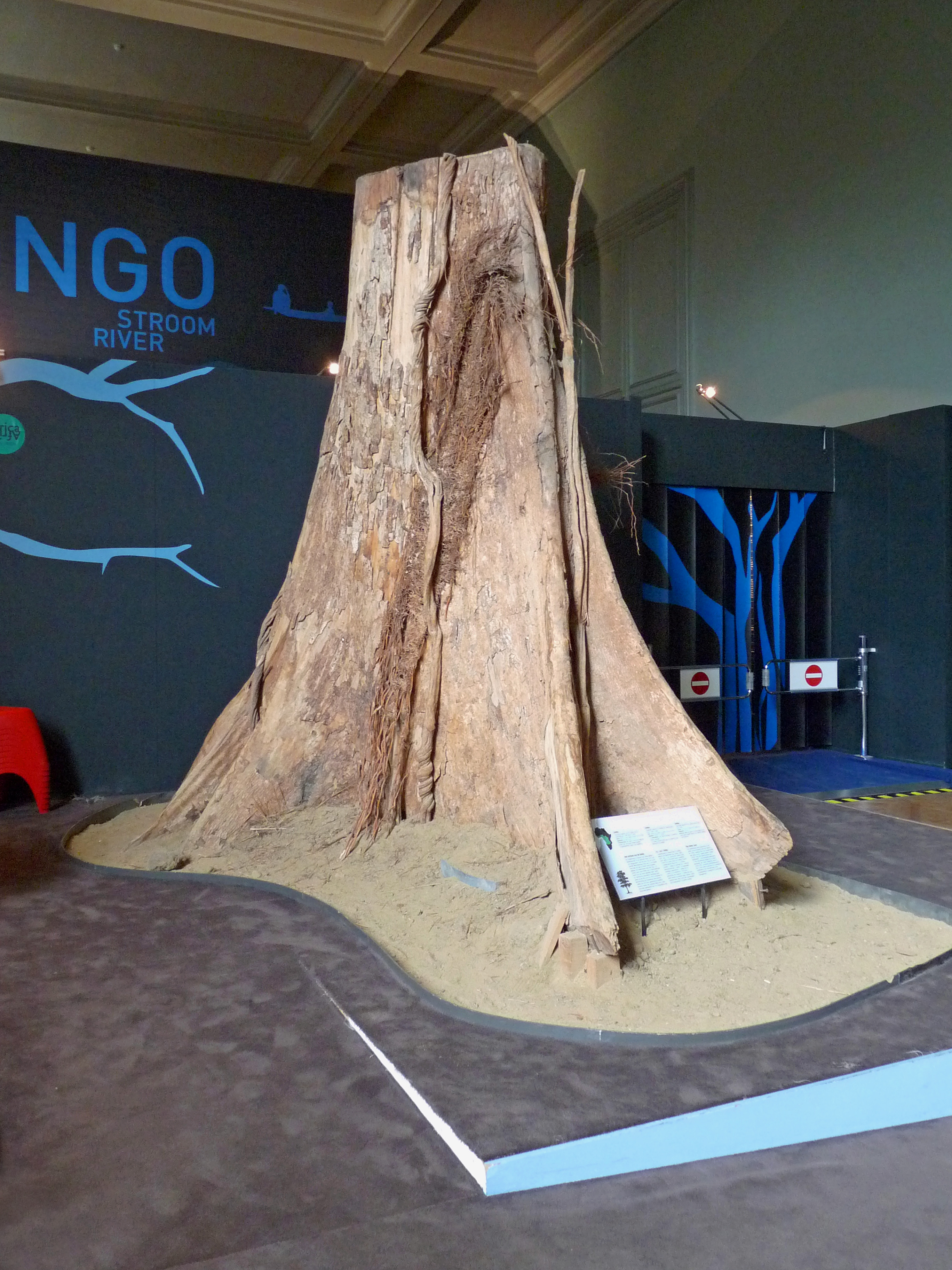
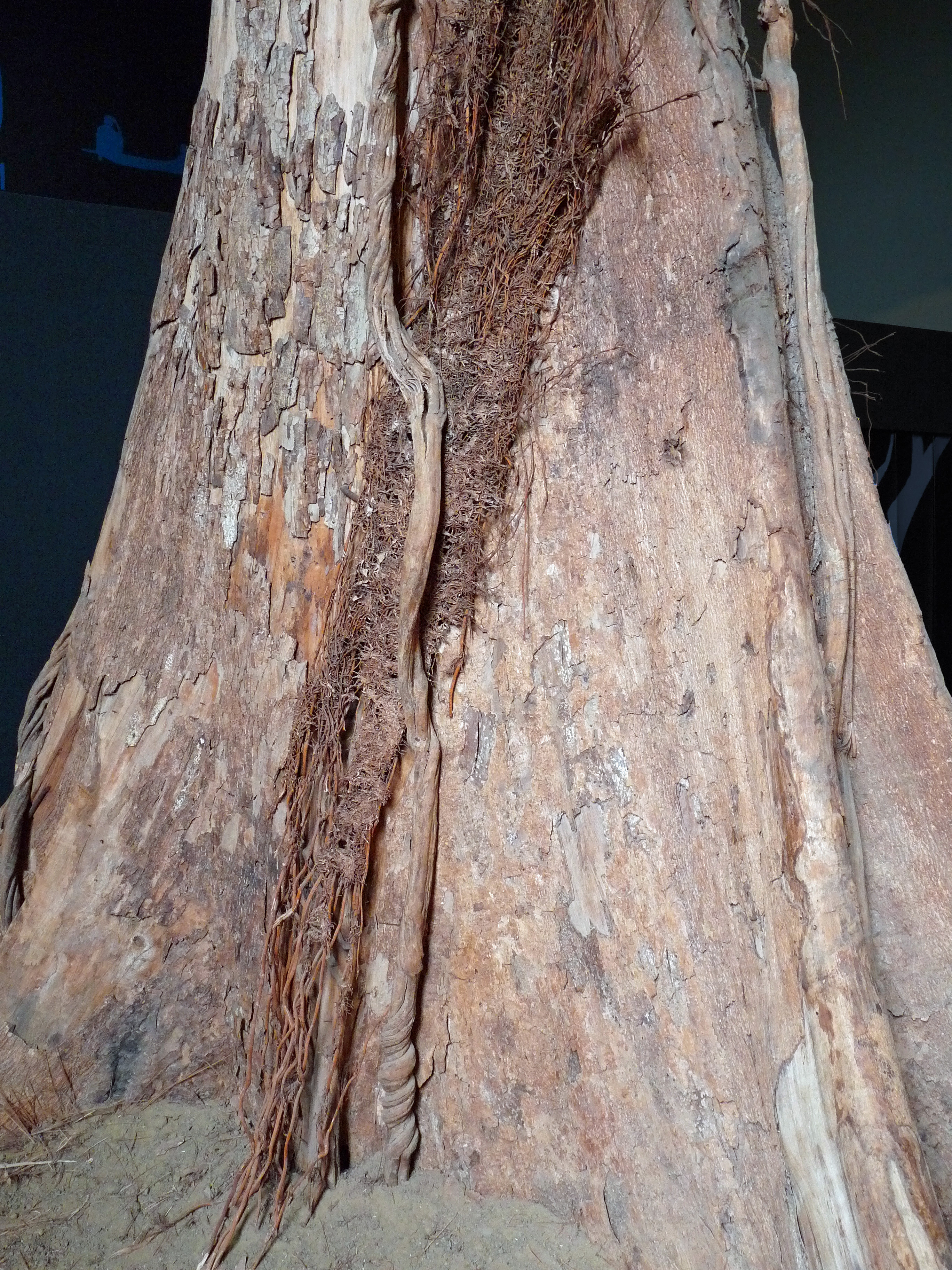